# سیمور پاپرت
سیمور پاپرت (به انگلیسی: Seymour Papert) (۲۹ فوریه ۱۹۲۸ – ۳۱ ژوئیه ۲۰۱۶) یک ریاضیدان، دانشمند علوم رایانه و آموزگار آمریکایی متولد آفریقای جنوبی است. او بیشتر دوران کاریش را به تدریس و تحقیق در دانشگاه ام‌آی‌تی پرداخت. او یکی از پیشگامان هوش مصنوعی و جنبش ساخت و سازگرایی در آموزش و پرورش است. او همراه با والی فورزیگ زبان برنامه‌نویسی لوگو را ابداع کرد.

## سال‌های نخست و تحصیل
پاپرت به دانشگاه ویت‌وارترزرند رفت و در سال ۱۹۴۹ مدرک لیسانس فلسفه و در سال ۱۹۵۲ دکترای ریاضیات را از این دانشگاه دریافت کرد. او سپس برای دریافت یک دکترای دیگر در ریاضیات به دانشگاه کمبریج رفت و در ۱۹۵۹ با راهنمایی فرانک اسمیتیز دکترای دیگری دریافت کرد. او در طول دهه ۱۹۵۰ در لندن زندگی می‌کرد و از چهره‌های مطرح در حلقه سوسیالیسم انقلابی نشریهٔ سوشیالیست ریویو بود. در دوره تحصیلات دانشگاهی‌اش، پاپرت یک فعال برجستهٔ مخالف سیاست‌های رژیم آپارتاید آفریقای جنوبی بود.

## شغل
پاپرت محقق در چند جای مختلف از جمله کالج سنت جان در کمبریج، مؤسسه هانری پوانکاره در دانشگاه پاریس، دانشگاه ژنو و آزمایشگاه ملی فیزیک در لندن کار کرد تا این‌که در سال ۱۹۶۳ به یک دستیار پژوهشی در دانشگاه ام‌آی‌تی شد. او این سمت را تا سال ۱۹۶۷ حفظ کرد و بعد به سمت استادی ریاضیات کاربردی منصوب شد و ماروین مینسکی، بنیان‌گذار آزمایشگاه هوش مصنوعی ام‌آی‌تی او را به عنوان یکی از اداره‌کنندگان این آزمایشگاه انتخاب کرد. او همچنین صاحب کرسی از ۱۹۷۴ تا ۱۹۸۱ استاد کرسی آموزگاری سیسیل و ایدا گرین در ام‌آی‌تی بود.

## تحقیقات و نظریه‌ها
پاپرت در زمینه نظریه‌های یادگیری کار کرد و کارهای او در این زمینه به دلیل تمرکز بر تأثیر فناوری‌های جدید در آموزش به‌طور کلی و در مدارس به‌طور خاص مطرح است.

### ساخت و سازگرایی
در دانشگاه ام‌آی‌تی، پاپرت گروه تحقیقاتی پدیدارشناسی و یادگیری را ایجاد کرد که بعدها به آزمایشگاه رسانی ام‌آی‌تی تبدیل شد. در آنجا او نظریه‌ای دربارهٔ یادگیری را توسعه داد که نام ساخت و سازگرایی شناخته می‌شود. این نظریه بر مبنای کارهای ژان پیاژه در موردنظریه‌های یادگیر ساخت‌گرایانه است. پاپرت در سال‌های ۱۹۵۸ تا ۱۹۵۳ در دانشگاه ژنو با پیاژه کار کرده بود. پیاژه دربارهٔ او گفته‌است: «هیچ‌کس به خوبی پاپرت ایده‌های من را درک نمی‌کند.» پاپرت بر اساس نظریه‌هایش دربارهٔ یادگیری، شیوه کار مدارس را مورد بازنگری قرار داده است.

### لوگو
پاپرت در ام‌آی‌تی از کارهای پیاژه برای توسعه از زبان برنامه‌نویسی لوگو استفاده کرد. او لوگو را به عنوان ابزاری برای بهبود مهارت‌های حل مسئله کودکان ایجاد کرد. یک ربات متحرک به نام «لاک‌پشت لوگو» توسعه داده شد تا کودکان بتوانند از آن در یک محیط بازی برای حل مسئله‌های ساده استفاده کنند. یکی از اهداف اصلی گروه پژوهشی بنیاد لوگو برای تقویت توانایی یادگیری کودکان است. پاپرت اصرار می‌ورزید که زبان یا برنامه‌ی ساده‌ای که کودکان می‌توانند آن را یاد بگیرند (مانند لوگو) می‌تواند ویژگی‌های پیشرفته‌ای برای کاربران حرفه‌ای‌تر هم داشته باشد.

### دیگر کارها
به عنوان بخشی از فعالیت‌هایش در زمینه فناوری، پاپرت از طرفداران ایده ماشین دانش بود. او یکی از مسئولان پروژهٔ «یک لپ تاپ برای هر کودک» برای تولید و توزیع لپ‌تاپ ایکس‌او-۱ در کشورهای در حال توسعه است.
پاپرت هم‌چنین با تولیدکنندهٔ اسباب‌بازی لگو در توسعهٔ کیت‌های روبوتیک برنامه‌پذیر «لگو ماینداستورمز» همکاری کرده‌است. این کیت‌ها با زبان برنامه‌نویسی لوگو برنامه‌نویسی می‌شوند و به خاطر کتاب پیشگامانهٔ ۱۹۸۰ اپرت نام‌گذاری شده‌اند.

## زندگی شخصی
همسر نخست پاپرت دنا اشتراوس و همسر دومش آندرولا کریستوفایدز هنریک بود.
همسر سوم پاپرت شری ترکل استاد دانشگاه ام‌آی‌تی بود و آن‌ها با هم مقاله «معرفت‌شناختی پلورالیسم و بازنگری مسائل انضمامی» را نوشته‌اند.
در ۲۴ سال آخر زندگی‌اش، پاپرت همسر سوزان ماسی، محقق روس و نویسندهٔ «پولوسک، زندگی یک کاخ و  سرزمین فایربرد» بود.

## تصادف در هانوی
پاپرت در ۵ دسامبر ۲۰۰۶ در سن ۷۸ سالگی در اثر اصابت یک اسکوتر موتوری دچار آسیب مغزی جدی شد. او در این زمان برای حضور در هفدهمین کمیسیون بین‌المللی آموزش ریاضی (ICMI) در هانویِ ویتنام بود. او در بیمارستان فرانسوی هانوی تحت عمل جراحی فوری قرار گرفت تا یک لخته خون برداشته شود. سپس او در یک عملیات پیچیده به وسیله آمبولانس هوایی سوئیس «جت بمباردیر چلنجر» به بوستون ماساچوست انتقال یافت. در ژانویه ۲۰۰۷ او در بیمارستانی نزدیک خانه‌اش بستری شد در حالی که دچار گندخونی شده و در نتیجه یکی از دریچه‌های قلبش آسیب دیده بود که بعداً جایگزین شد. با فرارسیدن سال ۲۰۰۸ او مرخص شده و به خانه بازگشته بود و می‌توانست به روشنی فکر کند و ارتباط برقرار کند و «تقریباً بدون کمک» راه برود اما هنوز هم دچار «برخی مشکلات پیچیده سخن گفتن» بود و پشتیبانی‌های گسترده توان‌بخشی دریافت می‌کرد. تیم توان‌بخشی او از برخی از اصول تجربه‌محور یادگیری او پیشگام آن‌ها بود استفاده کردند.
پاپرت در ۳۱ ژوئیه ۲۰۱۶ در خانه‌اش در بلوهیل، ماین درگذشت.

## تأثیر و جوایز

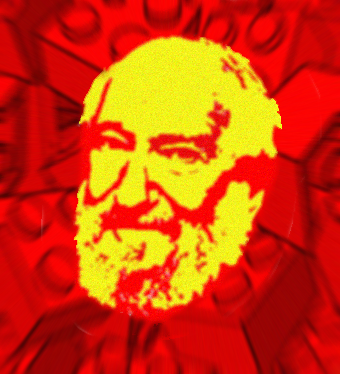
نقاشی از سیمور پاپرت در سال 2006

کار پاپرت توسط دیگر محققان در زمینه آموزش و پرورش و علوم کامپیوتر مورد استفاده است. او بر کار اوریل ویلنسکی در طراحی نت‌لوگو تأثیر داشته و با او در مطالعه بازسازه‌های دانش همکاری کرده‌است. هم‌چنین او بر کار آندریا دی‌سسا و توسعه «دیناترتلز» تأثیر گذاشته است. در سال ۱۹۸۱ پاپرت همراه با چند نفر دیگر در گروه لوگو در دانشگاه ام‌آی‌تی لوگو کامپیوتر سیستمز (LCSI) را آغاز کرد که او برای ۲۰ سال رئیس هیئت مدیره آن بود. هنگام کار با LCSI، پاپرت تعدادی برنامه رایانه‌ای برنده جایز طراحی کرد که «لوگورایتر» و «لِگو/لوگو» (تجاری شده با نام «لگو ماینداستورمز» از آن جمله‌اند. او همچنین بر تحقیقات ایدیت هارل کاپرتون تأثیرگذار بوده و در نگارش مقالات و کتاب ساخت و سازگرایی با او همکاری داشته‌است. او هم‌چنین از اعضای هیئت مشورتی شرکت «مامامدیا» بوده‌است. او بر الن کی و مفهوم دینابوک نیز تأثیرگذار بوده و با کی در پروژه‌های مختلفی کار کرده‌است.
پاپرت در سال ۱۹۸۰ برندهٔ کمک‌هزینه گوگنهایم، در سال برنده کمک‌هزینه بین‌المللی مارکونی، در سال ۱۹۹۴ برنده جایزه انجمن ناشران نرم‌افزار برای زندگانی پردستاورد و در سال ۱۹۹۷ برنده جایزه اسمیت‌سونین از مجله «کامپیوتر ورلد» شده‌است. ماروین مینسکی پاپرت را «بزرگترین آموزگار ریاضیات زنده» خوانده است.
رئیس دانشگاه ام‌آی‌تی رافائل ریت دستاوردهای زندگی پاپرت را این‌گونه خلاصه کرده‌است: «با ذهنی با گستره و خلاقیت خارق‌العاده، سیمور پاپرت دست کم سه رشته را متحول کرده‌است: مطالعه درک کودکان از جهان، توسعه هوش مصنوعی و تقاطع غنی فناوری و یادگیری. تأثیری که او در ام‌آی‌تی به جای گذاشته ژرف و عمیق است. اکنون که ام‌آی‌تی به گسترش فعایت‌های پردامنه و عمیقش در آموزش دیجیتال ادامه می‌دهد، من به ویژه سپاس‌گزار دید پیشگامانه سیمور هستم و ما امیدواریم که بر مبنای ایده‌های او، درها را برای همهٔ مشتاقان یادگیری در تمام سنین و در سراسر جهان بگشاییم.»